# Bolivaritettix lanceolatus
Bolivaritettix lanceolatus är en insektsart som beskrevs av Sigfrid Ingrisch 2001. Bolivaritettix lanceolatus ingår i släktet Bolivaritettix och familjen torngräshoppor. Inga underarter finns listade i Catalogue of Life.